# Моэ (Эстония)
Мо́э (эст. Moe, по-русски нередко произносится «Мое») — деревня в волости Тапа уезда Ляэне-Вирумаа, Эстония. 

## История
Деревня впервые упоминается в 1447 году как Muddis. В период 1500–1566 годов рядом с деревней была основана мыза.
Как и все рыцарские мызы Эстонии, мыза Моэ имела свою винокурню. В 1886 году мызу приобрёл аптекарь Якоб Курберг, и в 1887 году семейство Курбергов рядом со старой винокурней возвело современный спиртовой завод. Западное крыло внушительного здания из тёмного бутового камня с обрамлениями из белого доломита было предназначено для производства водки, в восточном крыле варили пиво.
В 1939 году на спиртзаводе был зафиксирован рекорд Книги рекордов Гиннесса — выгонка спирта крепостью 98 градусов.
До 2009 года завод принадлежал предприятию Onistar AS (обанкротилось), затем — Alcor OÜ, став крупнейшим и самым современным спиртзаводом Эстонии. В 2013 году его выкупил гражданин России Александр Усов, который основал предприятие AlcorDistillery OÜ, однако и оно было ликвидировано. Спиртзавод в Моэ стал принадлежать единственному производителю этанола в Эстонии — Estonian Spirit OÜ, владелец которого Свен Иванов в декабре 2019 года заявил о намерениях сосредоточить на нём к весне 2021 года всё производство, закрыв головное подразделение в Раквере.
В здании старой винокурни с 1971 года работает Музей спиртового производства Эстонии, открытый по инициативе кружка изучения истории пищевой промышленности Эстонии и ветерана спиртового производства Виктора Кирсило. В 1973 году он стал филиалом Раквереского краеведческого музея. В 1985 году у ректификационного корпуса завода был установлен памятный знак, посвященный 500-летию производства спирта в Эстонии — половина валуна с надписью «AQUAVITAE ESTONICA 1485—1985».
В 1977 году, в период кампании по укрупнению деревень, с деревней Моэ были объединены возникшее после земельной реформы 1919 года на землях мызы поселение и образовавшееся в 1950-х годах вокруг спиртзавода селение Моэ.
19 апреля 1977 года рядом с деревней произошла авиакатастрофа. Военно-транспортный самолёт ВВС СССР, шедший на посадку на аэродром Тапа, задел трубу спиртзавода. Самолёт упал, не долетев до аэродрома около 2,5 км. Все находившиеся на борту 21 человек погибли (подробнее см.: Катастрофа Ан-24 в Моэ). На месте падения самолёта был установлен памятник.

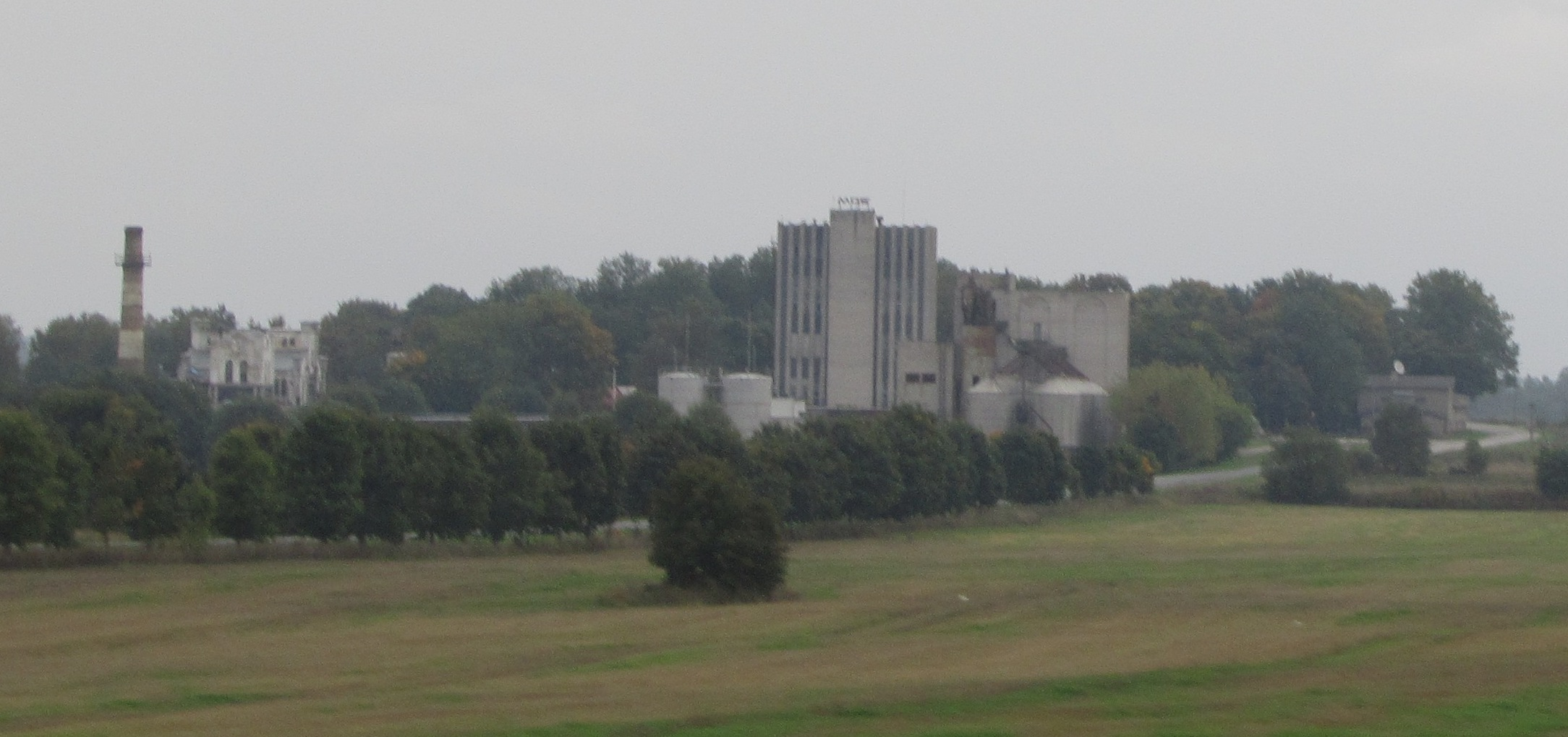
Спиртзавод Моэ в 2010 году
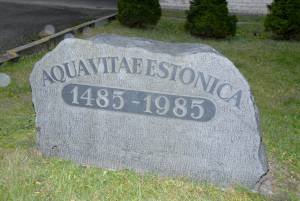
Памятная плита 1485—1985
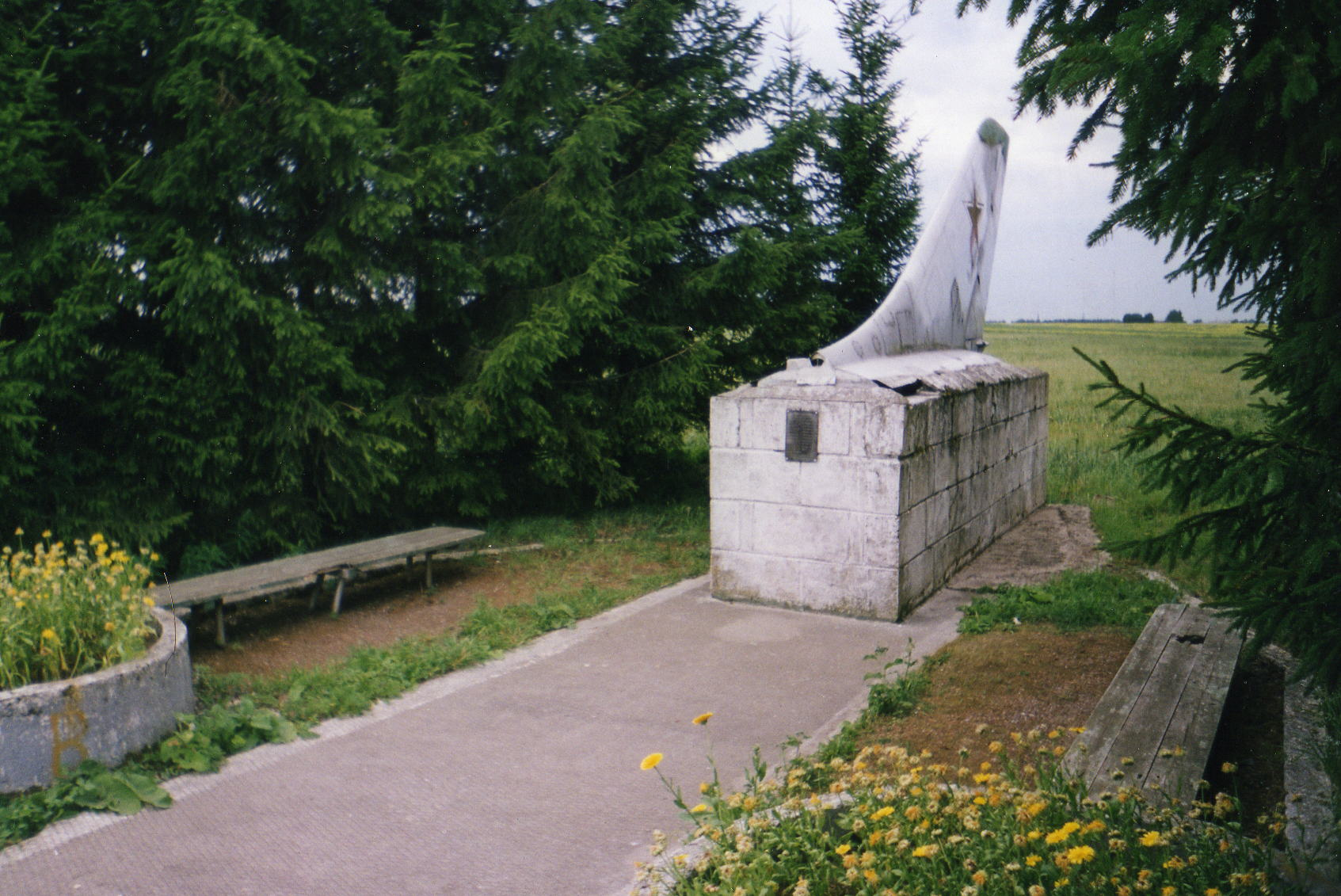
Памятник на месте падения Ан-24

## География
Расположена в 2 километрах от волостного центра — города Тапа. Расстояние до уездного центра — города Раквере — 22 километра, до Таллина — 71 км. Высота над уровнем моря — 106 метров.

## Население
По данным переписи населения 2011 года в деревне проживали 206 человек, из них 187 (90,8 %) — эстонцы.
Динамика численности населения деревни Моэ по данным Департамента статистики:
| Год     | 2000 | 2011  | 2017  | 2018  | 2019  |
| ------- | ---- | ----- | ----- | ----- | ----- |
| Жителей | 249  | ↘ 206 | ↗ 217 | ↗ 222 | ↗ 223 |